# Maarten Stekelenburg
Maarten Stekelenburg (ur. 22 września 1982 w Haarlemie) – holenderski piłkarz, który występował na pozycji bramkarza. W latach 2004–2021 wielokrotnie występował w reprezentacji Holandii. Srebrny medalista Mistrzostw Świata 2010. Uczestnik Mistrzostw Europy 2008, 2012 oraz 2020.
Najwięcej występów w swojej karierze zaliczył dla holenderskiego Ajaxu Amsterdam. Występował również w takich klubach jak: AS Roma, Everton, Southampton, Fulham czy AS Monaco.

## Kariera piłkarska
Po grze w Zandvoort'75 i VV Schoten, w wieku 15 lat rozpoczął grę w Ajaksie. W lutym 2002 zadebiutował w pierwszym zespole mając 19 lat. Przez pierwsze lata gry był zawodnikiem rezerwowym, a od sezonu 2005/2006 jest podstawowym bramkarzem Ajaksu. W 2008 przedłużył kontrakt z zespołem wiążący go do 2012. W Ajaksie Stekelenburg rozegrał ponad 200 spotkań. Zdobył z tym klubem jedno mistrzostwo Holandii (w sezonie 2003/2004), a także trzy Puchary i dwa Superpuchary Holandii.
Z reprezentacją Holandii U-20 wystąpił na Mistrzostwach Świata 2001. W seniorskiej kadrze zadebiutował we wrześniu 2004 w meczu z Liechtensteinem. Znalazł się w składzie na Mistrzostwa Świata 2006 i Euro 2008, gdzie był rezerwowym. Na Mistrzostwa Świata 2010 był już podstawowym bramkarzem i zdobył tam z reprezentacją srebrny medal. Na Euro 2020 pojechał w zastępstwie za Jaspera Cillessena jako pierwszy bramkarz, będąc najstarszym uczestnikiem imprezy.
Jest żonaty, ma jednego syna.

## Kariera klubowa

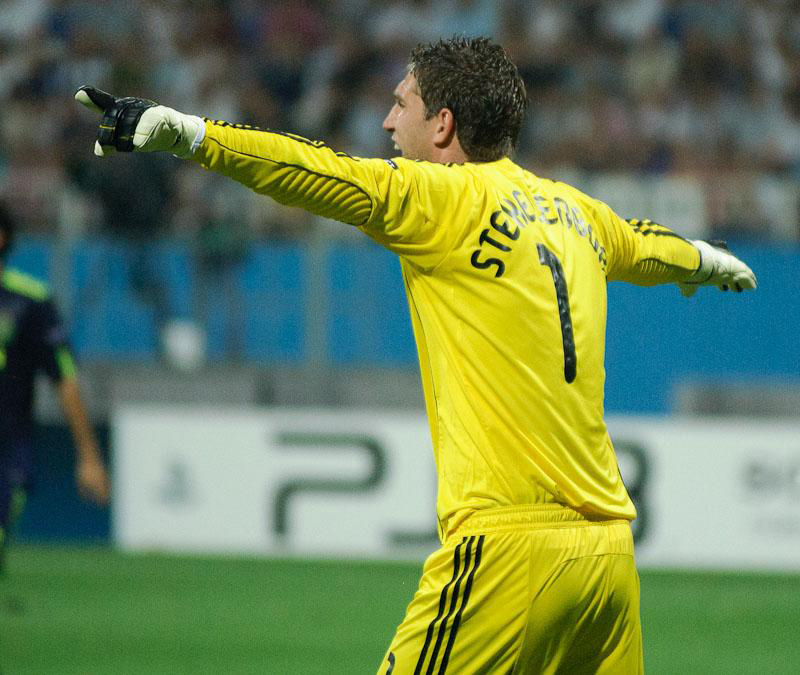
Maarten Stekelenburg w barwach Ajaksu

### Ajax Amsterdam
Jako junior Stekelenburg występował w Zandvoort '75 i VV Schoten, a w 1997, w wieku 15 lat dołączył do szkółki piłkarskiej Ajaksu. Jako młody zawodnik występował na pozycji środkowego obrońcy i napastnika, zanim został bramkarzem.
19 sierpnia 2001 po raz pierwszy zasiadł na ławce rezerwowych na meczu pierwszego zespołu. Było to spotkanie Eredivisie z Rodą Kerkrade. Trzy dni później Stekelenburg był rezerwowym na meczu Ligi Mistrzów z Celtikiem. Ostatecznie w pierwszym zespole zadebiutował 24 lutego 2002 w wygranym 1:0 meczu z NAC Breda.
W sezonie 2002/2003 rozegrał dziewięć meczów w Eredivisie. Sezon 2003/2004 zakończył z 10 występami w lidze i tytułem mistrza Holandii.
Podstawowym bramkarzem zespołu został w sezonie 2005/2006, kiedy to wystąpił w 27 ligowych meczach i zdobył Puchar Holandii. W finale tych rozgrywek Ajaks pokonał 2:1 PSV Eindhoven po dwóch golach Klaasa-Jana Huntelaara. Sukces ten klub Stekelenburga powtórzył także w następnym roku.
21 lutego 2008 przedłużył kontrakt z Ajaksem o dwa lata, do 2012 roku. W sezonie 2007/2008 został wybrany najlepszym zawodnikiem Ajaksu.
W sezonie 2008/2009 z powodu kontuzji stracił miejsce w zespole i zagrał w 12 meczach ligowych. Odzyskał je rok później, kiedy to wystąpił już w 33 spotkaniach.
W lipcu 2010 łączony był z transferem do Arsenalu i Bayernu Monachium.

### AS Roma
30 lipca 2011 roku Maarten został sprzedany za około 6 milionów euro do klubu AS Roma.

### Fulham F.C.
5 czerwca 2013 przeszedł do angielskiego Fulham za 4 mln funtów. Podpisał z angielskim klubem czteroletnią umowę zastępując w bramce Australijczyka Marka Schwarzera z którym Fulham nie przedłużyło kontraktu.

## Statystyki

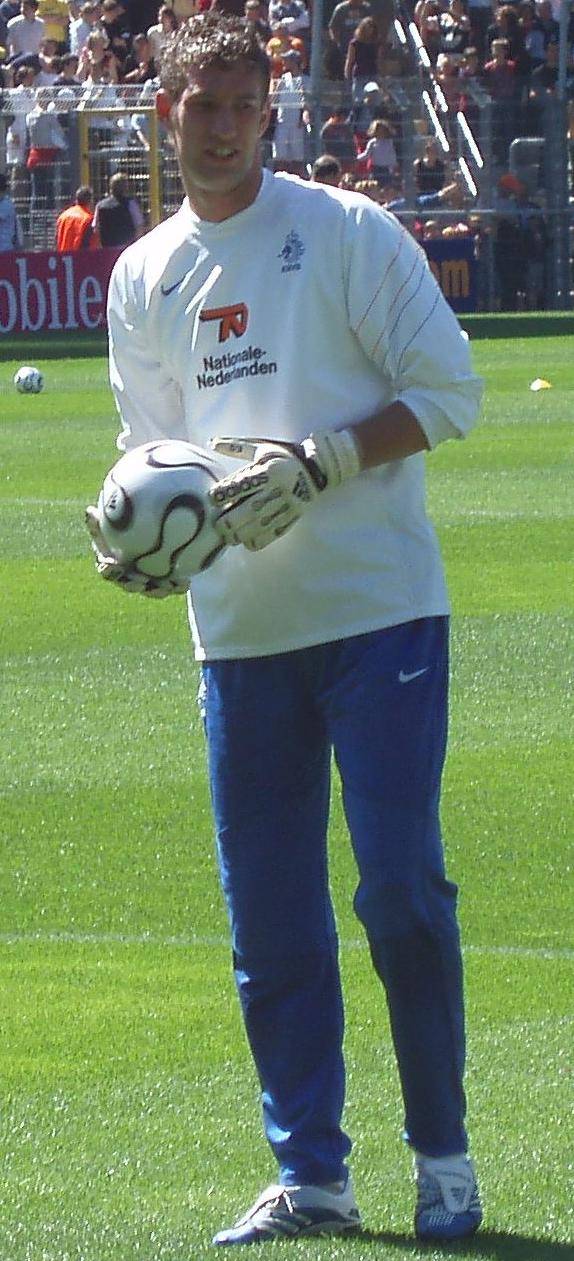
Maarten Stekelenburg

Stan na 18 marca 2021
| Klub               | Sezon     | Liga  | Liga | Puchar Kraju | Puchar Kraju | Europa | Europa | Łącznie | Łącznie |
| Klub               | Sezon     | Mecze | Gole | Mecze        | Gole         | Mecze  | Gole   | Mecze   | Gole    |
| ------------------ | --------- | ----- | ---- | ------------ | ------------ | ------ | ------ | ------- | ------- |
| AFC Ajax           | 2002/2003 | 9     | 0    | 0            | 0            | 3      | 0      | 12      | 0       |
| AFC Ajax           | 2003/2004 | 10    | 0    | 0            | 0            | 1      | 0      | 11      | 0       |
| AFC Ajax           | 2004/2005 | 11    | 0    | 0            | 0            | 4      | 0      | 15      | 0       |
| AFC Ajax           | 2005/2006 | 27    | 0    | 0            | 0            | 6      | 0      | 33      | 0       |
| AFC Ajax           | 2006/2007 | 32    | 0    | 3            | 0            | 9      | 0      | 44      | 0       |
| AFC Ajax           | 2007/2008 | 31    | 0    | 0            | 0            | 2      | 0      | 33      | 0       |
| AFC Ajax           | 2008/2009 | 12    | 0    | 0            | 0            | 2      | 0      | 14      | 0       |
| AFC Ajax           | 2009/2010 | 33    | 0    | 5            | 0            | 8      | 0      | 46      | 0       |
| AFC Ajax           | 2010/2011 | 26    | 0    | 5            | 0            | 13     | 0      | 44      | 0       |
| Łącznie            | Łącznie   | 191   | 0    | 13           | 0            | 48     | 0      | 253     | 0       |
| AS Roma            | 2011/2012 | 29    | 0    | 2            | 0            | 2      | 0      | 33      | 0       |
| AS Roma            | 2012/2013 | 19    | 0    | 3            | 0            | -      | -      | 22      | 0       |
| Łącznie            | Łącznie   | 48    | 0    | 5            | 0            | 2      | 0      | 55      | 0       |
| Fulham             | 2013/2014 | 19    | 0    | 1            | 0            | 1      | 0      | 21      | 0       |
| AS Monaco (wyp.)   | 2014/2015 | 1     | 0    | 0            | 0            | 0      | 0      | 1       | 0       |
| Southampton (wyp.) | 2015/2016 | 17    | 0    | 3            | 0            | 0      | 0      | 20      | 0       |
| Everton            | 2016/2017 | 19    | 0    | 2            | 0            | 0      | 0      | 21      | 0       |
| Everton            | 2017/2018 | 0     | 0    | 1            | 0            | 2      | 0      | 3       | 0       |
| Everton            | 2018/2019 | 0     | 0    | 0            | 0            | 2      | 0      | 2       | 0       |
| AFC Ajax           | 2020/2021 | 5     | 0    | 1            | 0            | 4      | 0      | 10      | 0       |

## Kariera reprezentacyjna

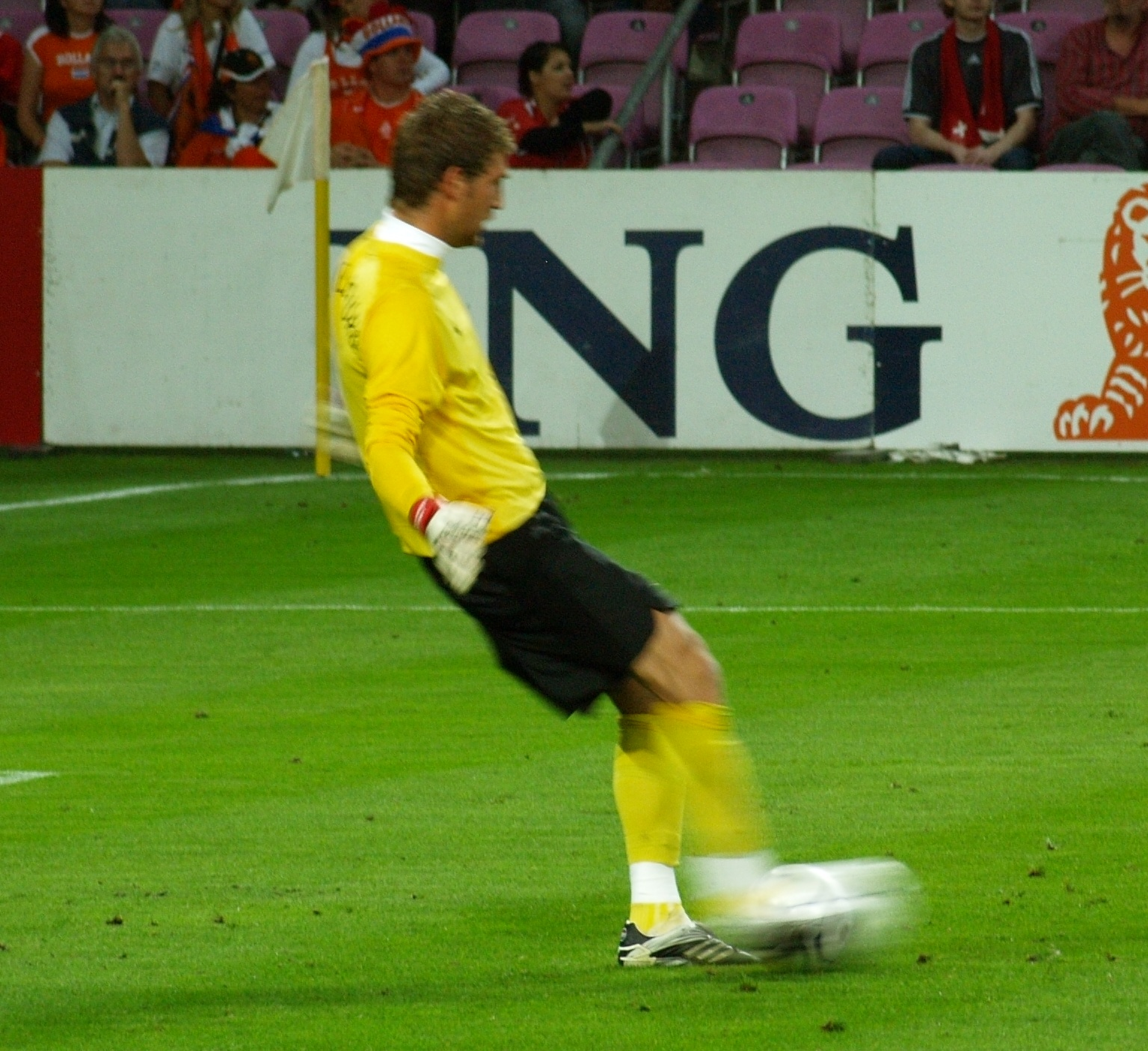
Stekelenburg grający w reprezentacji Holandii

W 2001 Stekelenburg z reprezentacją Holandii do lat 20 doszedł do ćwierćfinału Młodzieżowych Mistrzostw Świata. Zagrał tam w jednym meczu, przeciwko Kostaryce.
W reprezentacji Holandii zadebiutował 3 września 2004 podczas meczu z reprezentacją Liechtensteinu, który zakończył się zwycięstwem Holendrów 3:0.

### Mistrzostwa Świata 2006 i Euro 2008
W 2006 roku został powołany przez Marco van Bastena na mistrzostwa świata, gdzie był zmiennikiem Edwina van der Sara. Wystąpił również na Euro 2008 i pełnił tam taką samą rolę. Po zakończeniu kariery reprezentacyjnej przez van der Sara Stekelenburg został pierwszym bramkarzem reprezentacji.
We wrześniu 2008 Stekelenburg został pierwszym bramkarzem reprezentacji Holandii, który otrzymał czerwoną kartkę. Został wówczas usunięty z boiska w towarzyskim meczu z Australią za faul na Joshui Kennedym.

### Mistrzostwa Świata 2010
W eliminacjach do Mistrzostw Świata 2010 zagrał w pięciu meczach na osiem rozegranych przez reprezentację Holandii.
Stekelenburg znalazł się w szerokim 30-osobowym składzie Berta van Marwijka na Mistrzostwa Świata 2010 ogłoszonym 11 maja. Trzy dni później trener zmniejszył go do 27 piłkarzy, a 27 maja podał skład składający się z 23 zawodników. Uwzględnił w nim Stekelenburga.
Na Mistrzostwach Świata był podstawowym zawodnikiem. Wystąpił w siedmiu meczach reprezentacji. Holandia dotarła do finału, gdzie przegrała 0:1 Hiszpanią i zdobyła srebrny medal.

### Euro 2012

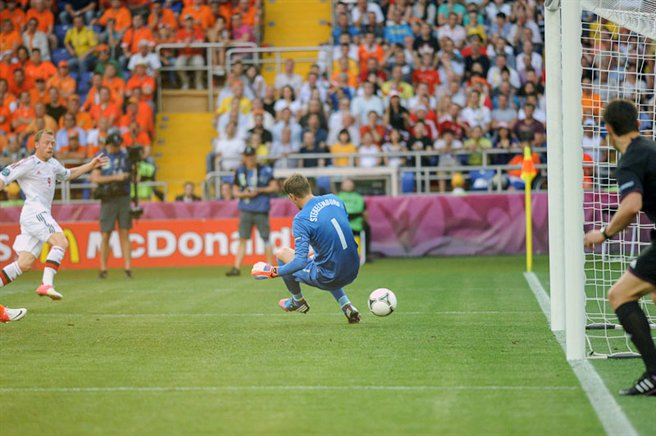
Stekelenburg na Euro 2012

Stekelenburg został powołany na Mistrzostwa Europy 2012, jako pierwszy bramkarz holenderskiej kadry. Wystąpił tam we wszystkich 3 meczach grupowych. Drużyna zaprezentowała się słabo nie wychodząc z grupy i zajmując ostatnie miejsce za Danią, Portugalią i Niemcami.

### Mistrzostwa Świata 2014
Po bardzo słabym sezonie w Fulham Stekelenburg nie został powołany na Mistrzostwa Świata w 2014 roku. Powodem była nie najlepsza forma, a także częste kontuzje.

### Euro 2020
Frank de Boer powołał Stekelenburga na Mistrzostwa Europy 2020 w miejsce zakażonego koronawirusem Jaspera Cillessena. Wystąpił w każdym meczu grupowym i w 1/8 finału z Czechami przegrywając 0:2.
13 sierpnia 2021 Stekelenburg ogłosił zakończenie kariery reprezentacyjnej.

### Reprezentacyjne

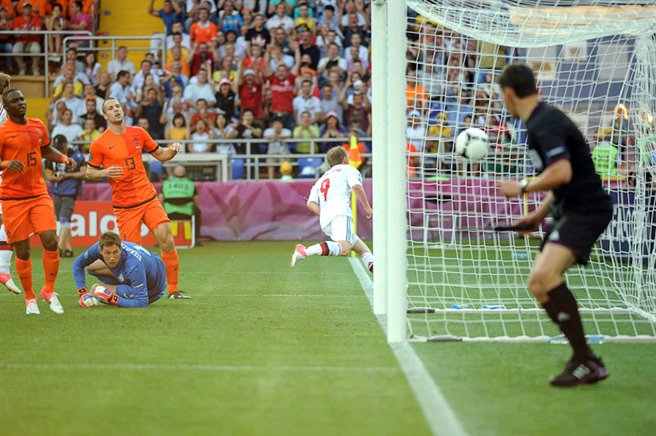
Stekelenburg w reprezentacji Holandii zaraz po wpuszczeniu gola w meczu z Danią (2012).

| Reprezentacja Holandii w piłce nożnej mężczyzn | Reprezentacja Holandii w piłce nożnej mężczyzn | Reprezentacja Holandii w piłce nożnej mężczyzn |
| Lata                                           | Mecze                                          | Gole                                           |
| ---------------------------------------------- | ---------------------------------------------- | ---------------------------------------------- |
| 2004                                           | 1                                              | 0                                              |
| 2005                                           | 0                                              | 0                                              |
| 2006                                           | 2                                              | 0                                              |
| 2007                                           | 7                                              | 0                                              |
| 2008                                           | 5                                              | 0                                              |
| 2009                                           | 9                                              | 0                                              |
| 2010                                           | 15                                             | 0                                              |
| 2011                                           | 5                                              | 0                                              |
| 2012                                           | 10                                             | 0                                              |
| 2013                                           | 0                                              | 0                                              |
| 2016                                           | 2                                              | 0                                              |
| 2017                                           | 3                                              | 0                                              |
| 2021                                           | 4                                              | 0                                              |
| Łącznie                                        | 63                                             | 0                                              |

## Życie prywatne
Stekelenburg jest żonaty z Kim. Wraz z nią ma syna o imieniu Sem (ur. 24 stycznia 2010).

## Sukcesy
Ajax
- Eredivisie: 2003/2004
- Puchar Holandii: 2006, 2007, 2010
- Superpuchar Holandii: 2003, 2007

Reprezentacja Holandii
- Wicemistrzostwo świata: 2010